# High Bridge
Le High Bridge à Lincoln, en Angleterre, est le pont du Royaume-Uni le plus vieux qui soutient encore des bâtiments Il fut construit vers l'an 1160 avant de porter une chapelle en 1235, dédiée à Thomas Becket et ôtée en 1762. La rangée de boutiques date de 1550. Ce type de pont était fréquent au Moyen Âge, le plus célèbre étant le London Bridge, mais la plupart furent depuis démolis, car ils obstruaient l'écoulement des rivières et compliquaient la navigation.

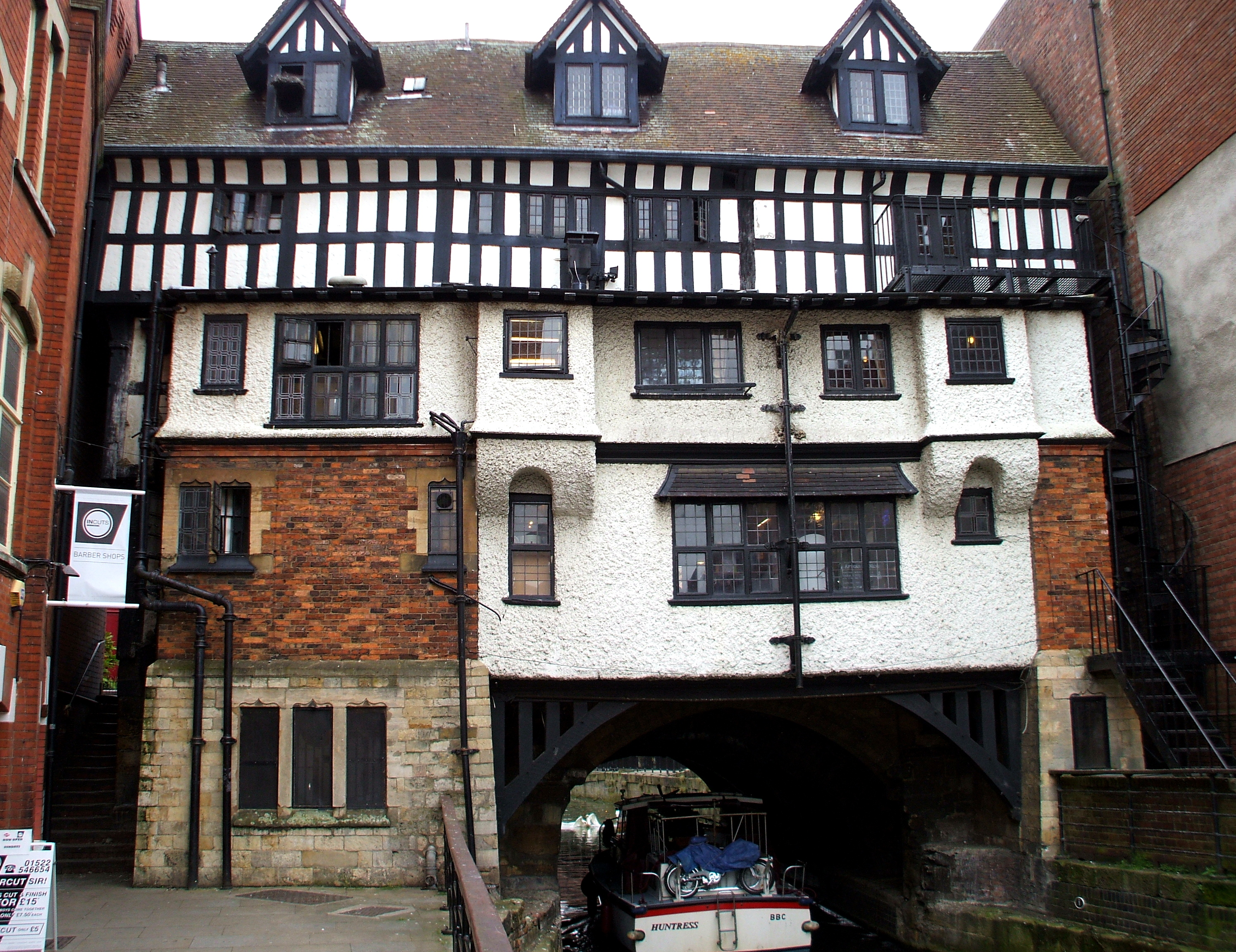
Le 'Glory Hole'

Le Glory Hole est le nom donné par des générations de bateliers au High Bridge de Lincoln. Il comporte une arche étroite et tordue qui limite la taille des navires pouvant naviguer sur la Witham pour se rendre depuis le lac Brayford Pool (en), à l'endroit où le canal de Foss Dyke (en) rencontre la Witham, vers Boston et de là, rejoindre la mer.
Depuis le XIVe siècle, le pont a contribué aux inondations qui ont touché Lincoln ; et après des périodes intenses de pluies, on ne peut passer sous lui, ce qui pourrait être à l'origine du nom de cet ouvrage. Au XIXe siècle, William Jessop proposa de détourner les eaux de la Witham par le sud de la ville, mais ce plan ne fut pas appliqué.